# 関根長三郎
関根 長三郎（せきね ちょうざぶろう、1918年（大正7年）8月25日 - 2000年9月9日）は、日本の実業家。元よみうりランド代表取締役社長。祖父は政治家、実業家の小坂善之助。妻は正力松太郎の次女。

## 来歴
埼玉出身。大正7年（1918年）に関根善作（日本銀行行員、後に第百銀行頭取、合併により三菱銀行副頭取を歴任）と国（小坂善之助三女）の間に三男として生まれる。祖父の小坂善之助は衆議院議員を歴任した政治家であったが、信濃銀行を創業し、信濃毎日新聞社の経営基盤を確立するなど、実業家としても影響力を持っていた。長三郎の叔父で小坂善之助の長男の小坂順造は、父の関根善作と明治37年（1904年）に日本銀行に入社した同期であり、明治40年（1908年）に信濃銀行へ取締役として移籍し、安田銀行への合併処理の後に、信濃毎日新聞社長、衆議院議員を歴任していた。
関根長三郎は府立高等学校を経て、1942年（昭和17年）東京帝国大学法学部を卒業。金融分野での家庭環境の影響から日本興業銀行に入社した。兄の関根太郎も日本銀行員となり、後に足利銀行頭取に就任している。府立高等学校時代は、小坂財閥とも称される同族企業を発展させた小坂順造の三男で衆議院議員となる従兄の小坂徳三郎も在学していた。関根長三郎は、銀行員として金融機関での活動を行っていたが、実業界や政界で親族が活躍する背景もあり、読売新聞社の経営権を持ち貴族院議員も務める正力松太郎の次女の正力利子と結婚した。義父となった正力松太郎は、読売新聞社社主として経営に成功し、日本テレビ放送網を設立、政界でも閣僚を務めるなど、読売グループを築いた。正力松太郎の長男で義兄の正力亨は読売新聞社社主となり、正力の長女の夫で義兄の元自治事務次官を務めた小林與三次も日本テレビ社長などを歴任する。正力の次女の夫である長三郎はよみうりランド代表取締役に起用され、晩年まで務め、会長職に退いた。長男の関根達雄も読売新聞社員となり、後によみうりランド社長を歴任している。関根長三郎は、姻族が実業界等で活躍する起点の一つとして、日本の大企業グループへの影響力を保持した。
2000年9月9日、都内の病院で死去。享年82。

## 参考資料
- 『出身県別 現代人物事典 東日本版』株式会社サン・データ・システム、1981年。
- 閨閥学-関根家（埼玉県）